# Culicoides pictipennis
Culicoides pictipennis är en tvåvingeart som först beskrevs av Rasmus Carl Staeger 1839.  Culicoides pictipennis ingår i släktet Culicoides och familjen svidknott. Inga underarter finns listade i Catalogue of Life.